# Maria Leopoldina a Austriei
Maria Leopoldina a Austriei (portugheză Maria Leopoldina da Áustria; germană Erzherzogin Maria Leopoldine von Österreich) (n. 22 ianuarie 1797, Viena, Monarhia Habsburgică – d. 11 decembrie 1826, Rio de Janeiro, Rio de Janeiro Province⁠(d), Brazilia) a fost împărăteasă a Braziliei și, pentru două luni, simultan, regină a Portugaliei. A fost străbunica pe linie maternă a regelui Ferdinand I al României.
S-a născut la Viena, Austria, ca fiică a lui Francisc al II-lea, Împărat al Sfântului Imperiu Roman și a celei de-a doua lui soții, Maria Teresa a celor Două Sicilii.

## Primii ani

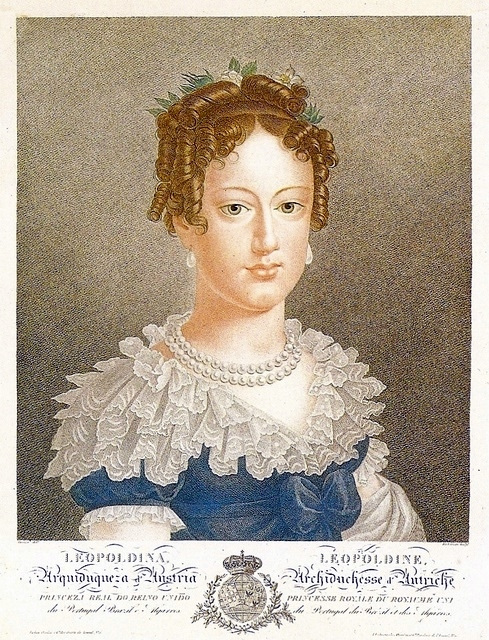
Maria Leopoldina a Austriei

A patra fiică a părinților ei, însă a doua care a supraviețuit copilăriei, arhiducesa Maria Leopoldina Josefa Carolina s-a născut la Palatul Schönbrunn într-o duminică, 22 ianuarie 1797. Ea a fost una dintre cei doisprezece copii imperiali. În momentul nașterii ei, tatăl ei era de cinci ani împărat al Sfântului Imperiu Roman. Mama ei era fiica regelui Ferdinand I al celor Două Sicilii și a primei lui soții, Arhiducesa Maria Carolina a Austriei. Prin mama ei, era nepoata împărătesei Maria Terezia a Austriei. A fost crescută în conformitate cu principiile educaționale stabilite de bunicul ei, împăratul Leopold al II-lea. Printre acestea a fost și obiceiul de a scrie de mână următorul text:
| “ | Nu asupri pe cei săraci. Fii caritabil. Nu te plânge de ceea ce Dumnezeu ți-a dat, dar îmbunătățește-ți deprinderile. Trebuie să ne străduim cu seriozitate să fim buni. | ” |

În plus, ea și surorile ei au fost învățate să vorbească franceza și latina. Ele au fost, de asemenea, educate în desen, pian, călărie și vânătoare. Mama ei a murit când ea avea zece ani și tatăl ei s-a recăsătorit cu Maria Ludovika de Austria-Este. Leopoldina a avut șansa să-l întâlnească pe Johann Wolfgang von Goethe în 1810 și 1812 atunci când a fost în Carlsbad cu mama sa vitregă. Printre pasiunile ei s-au inclus: științele naturale, în special botanica și mineralogia. Ea a fost formată în conformitate cu cele trei principii habsburgice: disciplină, pietate și simțul datoriei.
Deși Maria Theresa de Neapole și Sicilia a fost mama ei naturală, Leopoldina întotdeauna a considerat-o pe Maria Ludovika d'Este, mama ei vitregă, a fi mama ei și a crescut având-o pe Ludovika drept "mama ei spirituală".

## Căsătoria cu Pedro I

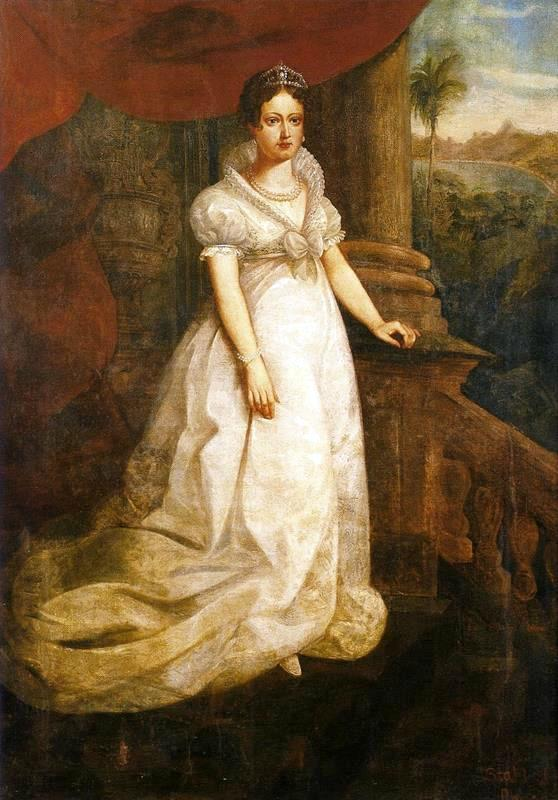
Portret al Donei Leopoldina de Luís Schlappriz.

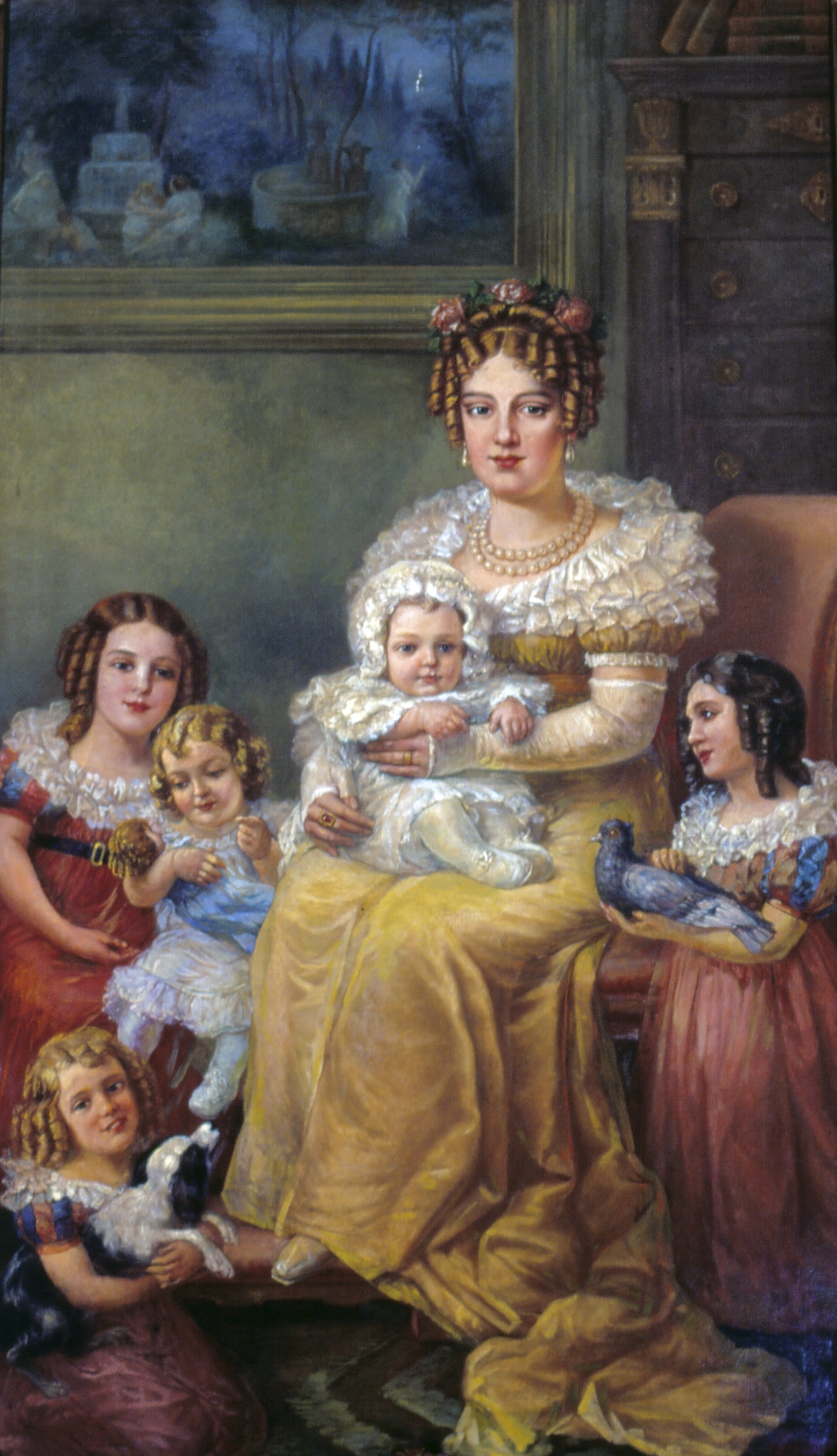
Doña Leopoldina și copii ei (de la stânga la dreapta: doña Paula Mariana, doña María de la Gloria, doña Francisca, don Pedro - în brațele mamei lui - și doña Januaria) cu puțin timp înainte de moartea ei (1826).

La 24 septembrie 1816, Leopoldina a fost anunțată de tatăl ei că Pedro de Brangança își dorește ca soție o prințesă de Habsburg. Klemens von Metternich a sugerat că ar putea fi Leopoldina. 
Două nave au fost pregătite și, în aprilie 1817, oameni de știință, pictori, grădinari și un taxidermist, toți însoțiți de asistenți, s-au deplasat la Rio de Janeiro împreună cu Leopoldina. Între timp, Leopoldina a studiat istoria și geografia viitoarei ei țări și a învățat limba portugheză. În timpul acestor săptămâni Leopoldina a scris un vademecum, un document unic care nu a fost produs de nici o altă prințesă Habsburg.
La 13 mai 1817 Leopoldina s-a căsătorit cu Dom Pedro per procuram (prin procură) la Viena. La ceremonie mirele a fost reprezentat de unchiul Leopoldinei, Arhiducele Karl. Îmbarcare a avut loc la Livorno la 13 august 1817 și după o călătorie care a durat 81 de zile, Leopoldina a sosit la Rio de Janeiro la 5 noiembrie unde în cele din urmă și-a întâlnit soțul.
Inițial, de la distanță, Pedro i-a apărut Leopoldinei a fi perfect, un gentleman bine educat însă realitatea s-a dovedit foarte diferită. Dom Pedro era cu un an mai tânăr decât Leopoldina; temperamentul lui era impulsiv și coleric iar educația modestă. Chiar și comunicarea verbală era dificilă între ei doi, Pedro vorbind foarte puțin franceza iar portugheza lui putea fi descrisă ca fiind doar vulgară.
La aproape 19 ani Pedro de Braganza avea în spatele lui un șir de aventuri amoroase iar principalele lui interese îl reprezentau cursele de cai și femeile. În 1817 (anul căsătoriei cu Leopoldina) el locuia cu dansatoarea franceză  Noemie Thierry, care îmn cele din urmă a fost îndepărtată de la Curte de tatăl lui la o lună după sosirea Leopoldinei la Rio de Janeiro.
Tânărul cuplu de căsătoriți și-au stabilit reședința în șase camere relativ mici în Quinta Boa Vista în São Cristóvão. Curtea interioară și calea de la grajduri au fost pavate iar ploile tropicale au transformat rapid totul în noroi. Erau peste tot insecte, inclusiv în hainele lor, uniformele și podoabele regale din catifea au putrezit.
Maria Leopoldina a devenit prima împărăteasă consort a Braziliei și regină consort a Portugaliei. Ea a jucat un rol important în procesul Declarației de Independență. Două luni mai târziu Pedro a fost obligat să renunțe la tronul Portugaliei în favoarea fiicei lor Maria în vârstă de șapte ani. Leopoldina a murit la Rio de Janeiro în 1826 după un avort, în același an ca și socrul ei.

## Copii
Maria Leopoldina și Pedro au avut șapte copii înainte ca ea să moară în urma unui avort:
- Maria a II-a a Portugaliei (1819–1853)
- Miguel, Prinț de Beira (1820).
- João Carlos, Prinț de Beira (1821–1822).
- Januária Maria, Prințesă Imperială a Braziliei (1822–1901), numită după orașul Rio de Janeiro, căsătorită cu Prințul Louis, Conte de Aquila (1824–1897), fiul regelui Francisc I al celor Două Sicilii.
- Prințesa Paula Mariana a Braziliei (1823–1833).
- Prințesa Francisca a Braziliei (1824–1898) căsătorită cu François, Prinț de Joinville (1818–1900), fiul regelui Franței Ludovic-Filip I.
- Pedro al II-lea al Braziliei (1825–1891), căsătorit cu Prințesa Teresa a celor Două Sicilii (1822–1889), fiica cea mică a regelui Francisc I al celor Două Sicilii.
- avort (11 decembrie 1826).